# 長征7号
長征7号（中: 长征七号、英: Long March 7、略: CZ-7, LM-7）は、中華人民共和国の液体燃料ロケット。中国航天工業公司が開発を行っており、2016年6月に初めて打ち上げられた。長征7号は旧式化したヒドラジン燃料を使う長征2号Fと交代するロケットになる予定で、将来的には有人打ち上げに使うロケットはこちらに切り替えられる予定。

## 概要

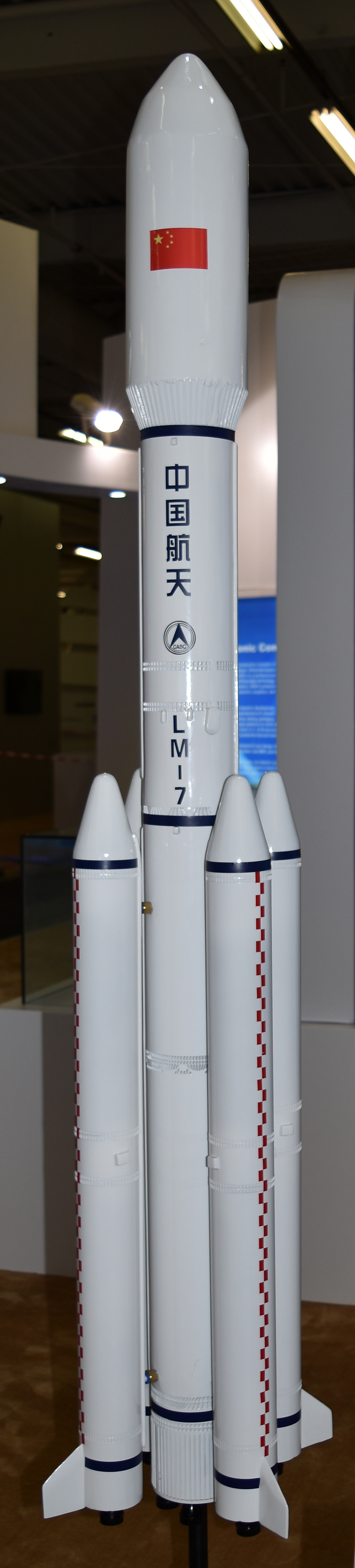
長征7号のモデル

長征7号は打上げ重量10-20tをカバーする中型ロケットとして、長征2号Fをベースに開発されている。暫定的に「長征2号F（換）」(CZ-2FH) と名づけられ、早ければ月探査機の嫦娥計画中に使用される可能性もあった。
長征7号は、第1段に長征5号用に開発されているYF-100ロケット・エンジンを2基装備するK3-1を使い、その周囲にYF-100を1基装備するK2-1をブースターとして装着することで構成される。第2段にはYF-115ロケットエンジンを4基持つ。YF-115は推力15t (147kN) ほどのケロシン/液体酸素エンジン。また2基のYF-75Dを持つ第3段を追加でき、静止トランスファー軌道や月探査機などの打ち上げにも使える。YF-75Dは現在、長征3号シリーズの上段として使われている液体酸素/液体水素エンジンYF-75の改良型とされる。
長征7号の打ち上げ能力は地球低軌道に13.5t、太陽同期軌道に5.5t、また有人宇宙船なら地球低軌道に12.5tとされる。これまで長征2号、3号、4号ロケットが担ってきた主力ロケットの座を引き継ぐ予定。
改良型の長征7号甲 (CZ-7A) は2020年に運用が始まった。最初の打ち上げには失敗しており、中国の主な宇宙開発が全般的に遅延する可能性が指摘されたが、2021年には長征7号改の名で打ち上げに成功している。

## 打ち上げ一覧
| 機体番号 | 打ち上げ日時 (UTC)             | 形式     | 発射場                    | ペイロード                                                                         | 軌道 | 成否 |
| -------- | ------------------------------ | -------- | ------------------------- | ---------------------------------------------------------------------------------- | ---- | ---- |
| 遥1      | 2016年6月25日 12時00分07.413秒 | 長征7号  | 文昌衛星発射センター LC-2 | 遠征1号甲 天源1号 多用途宇宙船サブサイズ再突入カプセル 遨龍1号 翺翔之星 天鴿飛行器 | LEO  | 成功 |
| 遥2      | 2017年4月20日 11時41分35.361秒 | 長征7号  | 文昌衛星発射センター LC-2 | 天舟1号                                                                            | LEO  | 成功 |
| 7A-遥1   | 2020年3月16日 13時34分         | 長征7号A | 文昌衛星発射センター LC-2 | 新技術験証衛星6号 （Xinjishu Yanzheng-6）                                          | GTO  | 失敗 |
| 7A-遥2   | 2021年3月11日 17時51分28.409秒 | 長征7号A | 文昌衛星発射センター LC-2 | 試験9号衛星                                                                        | GTO  | 成功 |
| 遥3      | 2021年5月29日 12時55分29.373秒 | 長征7号  | 文昌衛星発射センター LC-2 | 天舟2号                                                                            | LEO  | 成功 |
| 遥4      | 2021年9月20日 07時10分         | 長征7号  | 文昌衛星発射センター LC-2 | 天舟3号                                                                            | LEO  | 成功 |
| 7A-遥3   | 2021年12月23日 10時12分        | 長征7号A | 文昌衛星発射センター LC-2 | 試験12号衛星01 試験12号衛星02                                                      | GTO  | 成功 |
| 遥5      | 2022年5月9日 17時56分          | 長征7号  | 文昌衛星発射センター LC-2 | 天舟4号                                                                            | LEO  | 成功 |
| 7A-遥5   | 2022年9月13日 13時18分         | 長征7号A | 文昌衛星発射センター LC-2 | 中星1E衛星                                                                         | GTO  | 成功 |
| 遥6      | 2022年11月12日 02時03分        | 長征7号  | 文昌衛星発射センター LC-2 | 天舟5号                                                                            | LEO  | 成功 |
| 7A-遥4   | 2023年1月8日 22時00分          | 長征7号A | 文昌衛星発射センター LC-2 | 実践23号                                                                           | GTO  | 成功 |